# Brit Awards de 1977
O Brit Awards de 1977 foi a 1ª edição do maior prêmio anual de música popular no Reino Unido. Eles são administrados pela British Phonographic Industry e ocorreram em 18 de outubro de 1977 no Wembley Conference Centre em Londres. Estes prêmios foram para marcar o Jubileu de Prata da Rainha e foram para os 25 anos anteriores de seu reinado.

## Vencedores e nomeados
| Álbum Britânico do Ano | Produtor Britânico do Ano |
| --- | --- |
| - The Beatles – Sgt. Pepper's Lonely Hearts Club Band - Elton John – Goodbye Yellow Brick Road - Pink Floyd – The Dark Side of the Moon - Mike Oldfield – Tubular Bells      | - George Martin - Glyn Johns - Gus Dudgeon - Mickie Most                                                                              |
| Single Britânico do Ano | Contribuição Excepcional para a Música                                                                                                |
| - Procol Harum – "A Whiter Shade of Pale" e Queen – "Bohemian Rhapsody" - 10cc – "I'm Not in Love" - The Beatles – "She Loves You"                                           | - The Beatles e L. G. Wood |
| Artista Solo Masculino Britânico | Artista Solo Feminina Britânica |
| - Cliff Richard - Elton John - Rod Stewart - Tom Jones | - Shirley Bassey - Cleo Laine - Dusty Springfield - Petula Clark                                                                      |
| Grupo Britânico | Melhor Revelação Britânica |
| - The Beatles - Pink Floyd - The Rolling Stones - The Who | - Graham Parker e Julie Covington - Bonnie Tyler - Heatwave                                                                           |
| Álbum Orquestral | Álbum Internacional |
| - Benjamin Britten – War Requiem - Adrian Boult – The Planets - Georg Solti – Der Ring des Nibelungen - Oliver Knussen – War Requiem - Otto Klemperer – Beethoven Symphonies | - Simon & Garfunkel – Bridge over Troubled Water - ABBA – Arrival - Carole King – Tapestry - Stevie Wonder – Songs in the Key of Life |
| Álbum de Solista Clássico | Gravação Não Musical |
| - Jacqueline du Pré – Cello Concerto | - Richard Burton – Under Milk Wood'                                                                                                   |